# 瑪利安娜狐蝠
瑪利安娜狐蝠（Pteropus mariannus），又名馬里亞那狐蝠，是關島及其他馬里亞納群島上的一種狐蝠科。牠們因失去棲息地、受到獵殺及掠食而進入瀕危的狀態。
瑪利安娜狐蝠主要吃果實，如無花果、蕉、番石榴及木瓜等。
瑪利安娜狐蝠是查莫羅人的美食，並與關島型肌萎縮性側索硬化-帕金徵群癡呆綜合症有關。牠們被發現會吃大量的蘇鐵類種子，並像一些鷹般會在脂肪組織上積聚滴滴涕，甚至到達危險的水平。

## 外部連結
- 國家地理雜誌 （页面存档备份，存于）